# Палтога
Палтога (рус. Палтога) је насељено место у Вологдској области у северозападној Русији основано 2001. године. Према попису становништва Русије из 2002. године, на површини од 4 km2, живи 295 становника.

## Становништво
| 2002. |
| ----- |
| 295   |